# Megalastrum oreocharis
Megalastrum oreocharis är en träjonväxtart som först beskrevs av Sehnem, och fick sitt nu gällande namn av Salino och Ponce. Megalastrum oreocharis ingår i släktet Megalastrum och familjen Dryopteridaceae. Inga underarter finns listade.